# Peter Tikkanen
Harry Peter Tikkanen, född 23 december 1976 i Boo församling, är en svensk musiker, kompositör, arrangör och kapellmästare.
Tikkanen är frilansande musiker med bred musikalisk inriktning. Hans huvudinstrument är piano. Han är bland annat medlem i jazztrion Peter Tikkanen trio  och turnerar med Sofia Jannok. Tikkanen fick 2011 Hjalmar Berglund-stipendiet.